# Marsland Aviation
Marsland Aviation was een Soedanese luchtvaartmaatschappij met haar thuisbasis in Khartoem.

## Geschiedenis
Marsland Aviation is opgericht in 2001. Het bedrijf staakte alle vluchten tussen 2001 en 2003 en werd na een reorganisatie onderdeel van de JAMA groep, een alliantie met Juba Air Attico en Airwest.

## Diensten
Marsland Aviation voert lijnvluchten uit naar (juli 2007):
Binnenland:
El Fasher, El Geneina, El Obeid, Khartoem, Nyala, Rumbek.
Buitenland:
- Nairobi, Juba[1].

## Vloot
De vloot van Marsland Aviation bestaat uit (december 2007):
- 1 Jakovlev Jak-42D
- 1 Tupolev TU-134B
- 1 Antonov AN-24RV
- 1 Antonov AN-24V